# Angraecopsis tridens
Angraecopsis tridens är en orkidéart som först beskrevs av John Lindley, och fick sitt nu gällande namn av Rudolf Schlechter. Angraecopsis tridens ingår i släktet Angraecopsis och familjen orkidéer. IUCN kategoriserar arten globalt som sårbar. Inga underarter finns listade i Catalogue of Life.